# 제인 파웰
제인 파월(Jane Powell, 1929년 4월 1일~2021년 9월 16일)은 미국의 배우, 가수, 댄서이다.

## 출연 작품
- 샌디 바툼 오케스트라 (2000)
- 꿈꾸는 낙원 (1978)
- 사랑의 유람선 (1977)
- 악몽의 602편 (1976)
- 터비 더 튜바 (1975)
- 엔터테인먼트 (1974)
- 걸 모스트 라이크리 (1957)
- 애즈 더 월드 턴즈 (1956)
- 히트 더 덱 (1955)
- 딥 인 마이 하트 (1954)
- 아데나 (1954)
- 7인의 신부 (1954)
- 쓰리 세일러스 앤 어 걸 (1953)
- 스몰 타운 걸 (1953)
- 로얄 웨딩 (1951)
- 리치 영 앤 프리티 (1951)
- 투 윅스 위드 러브 (1950)
- 낸시 리오 가다 (1950)
- 쓰리 다링 다터스 (1948)
- 럭셔리 라이너 (1948)
- 주디와 데이트 (1948)
- 홀리데이 인 멕시코 (1946)
- 딜라이펄 댄저러스 (1945)